# Medalla del Servei General al Canadà

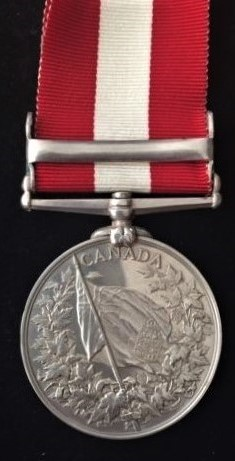
Revers de la medalla

La Medalla del Servei General del Canadà (anglès: Canada General Service Medal) va ser una medalla de campanya atorgada pel govern canadenc a les forces imperials i canadenques per a les tasques relacionades amb les incursions fenianes entre 1866 i 1871. La medalla es va establi l'1 de gener de 1899 i s'havia d'aplicar immediatament. El període de sol·licitud es va ampliar més tard fins a 1907, després fins a 1928.
Amb les sol·licituds tardanes, es van concedir 17.623 medalles,incloses 15.300 a membres de les unitats canadenques.

## Disseny
La medalla, de 1,4 polzades (36 mm) de diàmetre, és de plata i té un tiratge giratori recte.

L'anvers porta el cap de la reina Victòria amb la llegenda VICTORIA REGINA ET IMPERATRIX, mentre que el revers representa l'ensenya del Canadà envoltat d'una corona de fulles d'auró amb la paraula CANADA a sobre.
El nom, el rang i la unitat del destinatari apareixen a la vora de la medalla. Es van utilitzar diferents estils d'impressions i gravats, cosa que reflecteix que la medalla es va atorgar durant un llarg període.
La cinta d'1,25 polzades (32 mm) d'ample consta de tres franges iguals de vermell, blanc i vermell. El 1943 es va adoptar la mateixa cinta per a la Medalla del Canadà.

### Fermalls
La medalla sempre s'atorgava amb un fermall, amb 12 medalles concedides amb els tres fermalls. El nombre de fermalls que s'indica a continuació inclou els que apareixen a les medalles de fermalls múltiples.
FENIAN RAID 1866
Per serveis relacionats amb les incursions fenianes de 1866. Es van atorgar 13.000 fermalls.
FENIAN RAID 1870
Per serveis relacionats amb les incursions fenianes de 1870. Es van atorgar 5.925 fermalls.
RIU VERMELL 1870
Per serveis relacionats amb la supressió de la Rebel·lió del riu Red. Es van atorgar 502 fermalls.